# Остийская синагога
Остийская синагога — древняя синагога, расположенная в древнеримском порту Остии. Это одна из старейших синагог в мире, старейшая синагога в Европе и старейшая синагога обнаруженная за пределами Израиля. Здание синагоги датируется периодом правления Клавдия (41—54 гг. н.э.), его использование в качестве синагоги продолжалось до V века нашей эры.
Существуют научные дебаты о предназначении здания синагоги в I веке нашей эры: одни исследователи утверждают, что здание было возведено как дом, другие же уверены, что синагога была здесь изначально с I века.
Первоначально синагога состояла из главного зала со скамьями вдоль трёх стен, пропилеев или монументальных ворот с четырьмя мраморными колоннами, и триклиния или столовой с кушетками вдоль трёх стен. Возле входа находились колодец и бассейн для ритуальных омовений. Главный вход в синагогу выходит на юго-восток, в сторону Иерусалима.
Эдикула, служившая ковчегом для Торы, была добавлена в IV веке. Надпись дарителя подразумевает, что она заменила более раннюю деревянную платформу, подаренную во II веке н.э., заменённую более новым ковчегом, подаренным неким Миндусом Фаустом в III веке н.э.

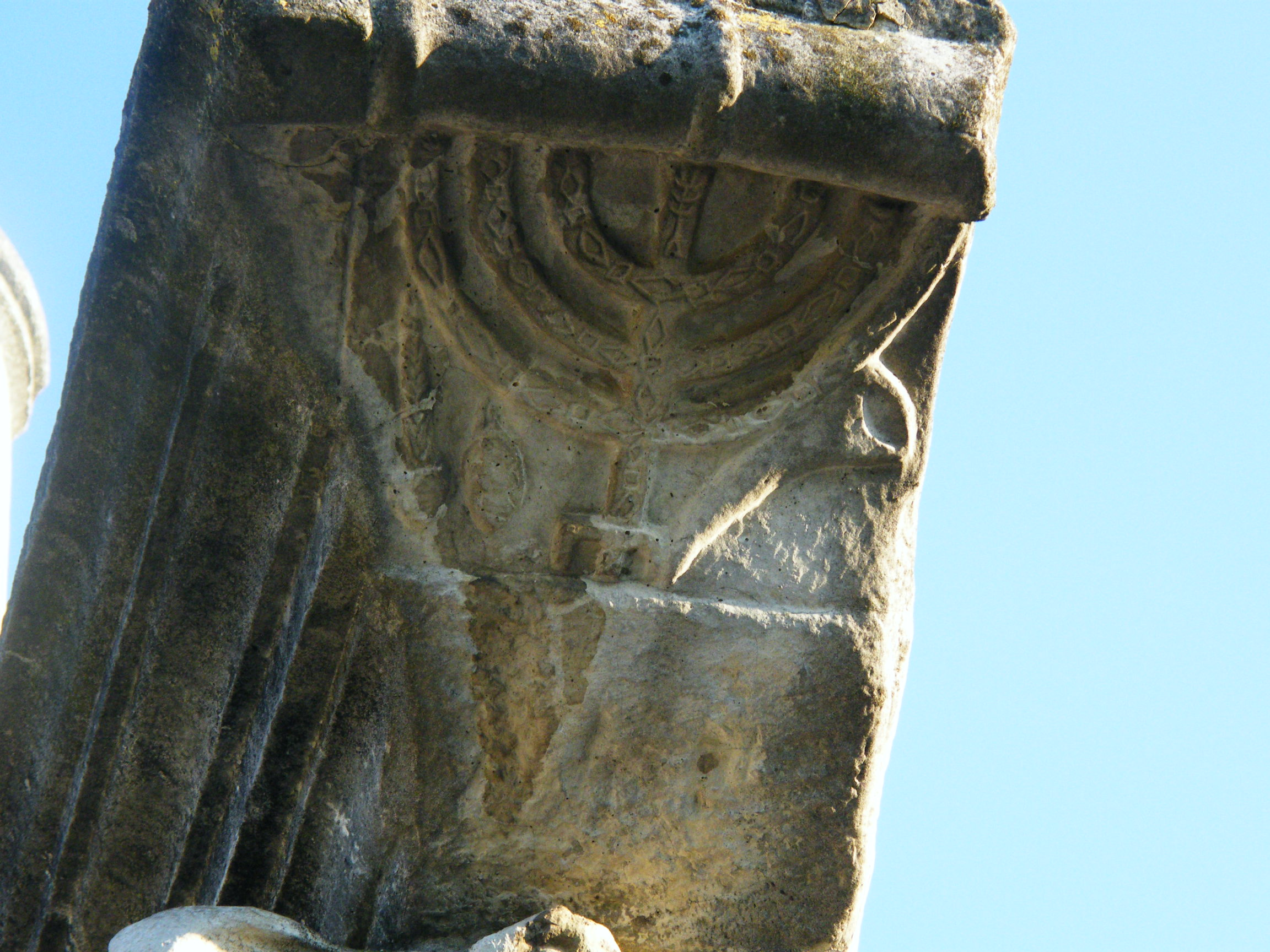
Деталь колонны с изображением меноры.